# Michaela Šoukalová
Michaela Šoukalová (provdaná Špičková; * 28. července 1978) je česká mistryně bojových umění (2. dan ČSJu) a bývalá zápasnice – judistka.

## Sportovní kariéra
Její sportovní kariéra začala v roce 1988 v oddíle Rudá hvězda Brno. V roce 1991 byla přeřazena do oddílu SKKP Brno, kde se pod vedením Miroslava Vičara dostala do juniorské reprezentace. Na základě úspěchů v juniorské reprezentaci, dostala nabídku od tehdejšího reprezentačního trenéra Pavla Petříkova, aby se připojila k seniorskému týmu a začala pod jeho vedením trénovat v Hradci Králové. V roce 1997 kdy úspěšně zakončila studium na střední škole v Brně se odstěhovala do Hradce Králové a začala se intenzivně věnovat judistické kariéře. Od roku 1997 -2002 se připravovala ve vrcholovém tréninkovém centru v Hradci Králové. V české ženské reprezentaci se pohybovala mezi lety 1997 až 2005 v lehké váze do 57 kg. V roce 2002 nahradila na postu reprezentační jedničky Michaelu Vernerovou a zařadila se mezi přední evropské judistky. Výborné výsledky ve světovém poháru však nedokázala prodat na turnajích ME a MS. První úspěchy přišly v roce 2001 na světových pohárech v Budapešti a v Praze. V následujícím roce se jí podařilo na poslední chvíli nominovat druhým místem ve světovém poháru v Rotterdamu na ME, kde ale neuspěla. V roce 2003 měla skvěle rozjetou kvalifikaci na OH, kdy se pohybovala na 5. místě v evropském ranku. V témže roce přišla o podstatnou část olympijské kvalifikace vlivem zranění loketního kloubu z přípravy na mistrovství světa v Osace a na olympijské hry v Athénách v roce 2004 se nekvalifikovala.V roce 2005 díky dlouhé rekonvalescenci startovala pouze ve světovém poháru v Praze kde obsadila třetí místo, poranila si kolenní kloub a nesplnila nominační kritéria pro účast na mistrovství světa v Káhiře V roce 2006 ukončila aktivní sportovní kariéru. Nyní žije v Brně a věnuje se trenérské práci ve sportovním klubu SKKP Brno.

### Úspěchy ve světovém poháru
- 2001 – 3. místo (Praha), 5. místo (Leonding), 5. místo (Budapest), 3. místo (Games French Speaking countries Ottawa)
- 2002 – 2. místo (Rotterdam)
- 2003 – 1. místo (Sofie), 7. místo (Super A-Tournament Paris)
- 2004 - 2. místo (Korea Open Jeju), 7. místo (Super A-Tournament Moscow), 7. místo (Super A-Tournament Rome)
- 2005 – 3. místo (Praha)

## Výsledky
| Turnaj             | 1996       | 1997       | 1998       | 1999       | 2000       | 2001       | 2002       | 2003       | 2004       | 2005       |
| Turnaj             | 18         | 19         | 20         | 21         | 22         | 23         | 24         | 25         | 26         | 27         |
| Turnaj             | lehká váha | lehká váha | lehká váha | lehká váha | lehká váha | lehká váha | lehká váha | lehká váha | lehká váha | lehká váha |
| ------------------ | ---------- | ---------- | ---------- | ---------- | ---------- | ---------- | ---------- | ---------- | ---------- | ---------- |
| Olympijské hry     | —          |            |            |            | —          |            |            |            | —          |            |
| Mistrovství světa  |            | —          |            | —          |            | —          |            | —          |            | —          |
| Mistrovství Evropy | —          | —          | —          | —          | —          | —          | úč.        | úč.        | úč.        | úč.        |
| MS juniorů         | úč.        |            |            |            |            |            |            |            |            |            |
| ME juniorů         | 7.         |            |            |            |            |            |            |            |            |            |